# Stiftelsen Kvinneuniversitetet
Stiftelsen Kvinneuniversitetet är en norsk stiftelse, etablerad 1983.

## Historia
Mellan 1985 och 2006 huserade stiftelsen på egendomen Rosenlund i Løten (Hedmark fylke).

## Registrering
Enligt uppgifter i norska Enhetsregisteret har stiftelsen adress (på Rosenlund) i Løten, och den är registrerad som "Annen undervisning ikke nevnt annet sted" — och "Private konsumentorienterte organisasjoner uten profittformål (ideelle organisasjoner)".
Stiftelsen är också registrerad hos norska Stiftelsesregisteret.

## Chefer
- Kjersti Hoff (2011)
- Berit Ås (1983-1985)